# 九屋镇
九屋镇，是中华人民共和国广西壮族自治区桂林市灵川县下辖的一个乡镇级行政单位。原名青狮潭镇，2013年12月底更名为九屋镇。

## 行政区划
九屋镇下辖以下地区：
青狮潭社区、青狮潭村、三合村、易家村、油塘村、九屋村、江头村、塘社村、苏勃村、祠堂村、莲塘村、石洞村、黄梅村、西岭村、东源村和四江村。

## 中国传统村落
- 2012年12月，老寨村、江头村被评为首批“中国传统村落”。
- 2013年8月，东源村委新寨村被评为第二批中国传统村落。